# Бабушница
Бабушница (серб. Бабушница) — населённый пункт городского типа в Сербии, в Пиротском округе, центр общины Бабушница.

## Географическое положение
Город расположен на реке Лужница, на региональной автодороге Лесковац-Власотинце-Бабушница-Пирот. Расстояние до Пирота — 24 км, до Лесковаца — 52 км.

## Население
Численность населения 4575 чел. (перепись 2002).
Этнический состав населения однородный: сербы — 97 %.
Численность совершеннолетних в городе — 3634 чел, средний возраст населения — 37,1 года (мужчины — 36,6, женщины — 37,6). В городе имеется 1477 домохозяйств, среднее число человек в которых — 3,1.
Во второй половине XX века население города увеличилось в несколько раз. Быстрое увеличение числа жителей с 1945 до 1990 года происходило из-за развития промышленности и переселения в город жителей окружающих сёл.